# Wintel
Em informática, Wintel é o nome coloquialmente dado a plataformas de computadores que usam uma versão do  sistema operacional Windows, da Microsoft, juntamente com um dos processadores da Intel. Este é o caso da maior parte dos computadores pessoais vendidos no mundo. O termo é a concatenação de Windows e Intel.